# Río Cuiari
Le río Cuiari est une rivière de Colombie et du Brésil et un affluent du río Içana, donc un sous-affluent de l'Amazone.

## Géographie
Le río Cuiari prend sa source dans le sud du département colombien de Guainía, dans la réserve nationale naturelle de Puinawai (corregimiento départemental de Pana Pana). Il coule ensuite vers l'est, passe au Brésil où il rejoint le río Içana.